# Восточное Каванго
Восто́чное Кава́нго (англ. Kavango East Region) — является одной из 14 административных областей Намибии. Область образована 8 августа 2013 года путём разделения области Окаванго на Восточное и Западное Каванго. Находится на северо-востоке страны. Площадь — 25 576 км². Население — 115 447 чел. (2011). Административный центр — город Рунду.

## География

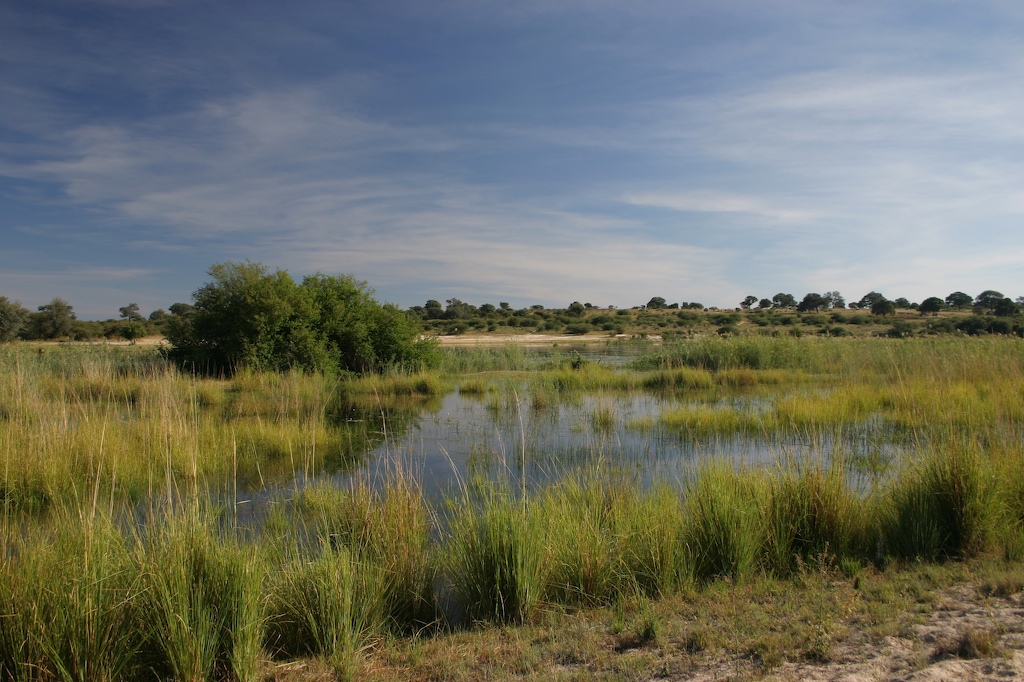
На реке Окаванго

В геологическом отношении Восточное Каванго представляет собой северное продолжение плато Калахари и находится на высоте более 1000 метров над уровнем моря. Так как здесь ежегодно выпадает значительное количество осадков, область выгодно отличается от засушливых центральных и южных районов Намибии обилием растительности. Территория области также орошается водами реки Окаванго и её притоков. По этой реке на протяжении 200 километров проходит граница между Намибией и Анголой. На юго-востоке область граничит с Ботсваной.
На территории области Восточное Каванго расположены национальный парк Хаудум, а также заповедник Маханго.

## Население
Названа по имени проживающей здесь народности каванго.

## Административное деление
В административном отношении область Восточное Каванго подразделяется на 7 избирательных районов.
- Mashare
- Mukwe
- Ndiyona
- Ndonga Linena
- Rundu Rural East
- Rundu Rural West
- Rundu Urban